# Leonardo Favio
Fuad Jorge Jury Olivera (Las Catitas, provincia de Mendoza, 28 de mayo de 1938-Buenos Aires, 5 de noviembre de 2012), más conocido por su nombre artístico Leonardo Favio, fue un cantautor, director de cine, productor cinematográfico, guionista, militante y político argentino. El pico de su popularidad abarcó desde mediados de los años 60 hasta principios de los 90.
En su faceta como cineasta, Favio es considerado un director de culto, uno de los más brillantes cineastas de su país y el director argentino que más premios ganó. En los años sesenta fue parte de la segunda camada de directores, entre los que se encontraban LeopoldoTorre Nilsson y Fernando Ayala, que renovó el cine argentino. Sus películas Crónica de un niño solo (1965), El romance del Aniceto y la Francisca (1967)  y El dependiente (1969), suelen ser evaluadas entre las mejores de la historia del cine argentino. 
En 1998, la revista Tres Puntos (de Buenos Aires) hizo una encuesta a cien personalidades del ambiente cinematográfico (desde directores y actores hasta reflectoristas y escenógrafos) con la consigna «Elija las cinco mejores películas argentinas de la historia y el mejor director cinematográfico». La película ganadora resultó ser El romance del Aniceto y la Francisca y Favio el elegido como mejor director, ambas distinciones por amplia mayoría.[cita requerida]
En el año 2000, el Museo Nacional de Cine Argentino realizó una encuesta entre cien críticos, historiadores e investigadores de cine de todo el país. La consigna era «Cuáles son los 100 mejores films del cine sonoro argentino», allí Crónica de un niño solo fue elegido el mejor film (con más del 75 % de los votos).
Como cantante y compositor fue uno de los precursores de la balada romántica latinoamericana en los años sesenta y setenta, alcanzando el éxito en toda América Latina, además de su registro único como barítono. Sus letras lo llevaron a ser conocido como El Juglar de América.
Entre sus canciones más populares se encuentran «Ding dong estas cosas del amor» (con su novia Carola), «O quizás simplemente le regale una rosa», «Fuiste mía un verano», «Ella ya me olvidó», «Quiero aprender de memoria», «Mi tristeza es mía y nada más», «Para saber cómo es la soledad» (de Luis Alberto Spinetta), «Mi amante niña mi compañera», «Ni el clavel ni la rosa», «La foto de carnet», «No juegues más», «Chiquillada» (de José Carbajal) y «La cita». Sus canciones han sido versionadas en más de catorce idiomas.
En 2001, recibió el diploma al mérito de los premios Konex como uno de los cinco mejores directores de cine de la década en Argentina y en 2021 recibió el Konex de Honor a las personalidades de sobresaliente relieve del espectáculo argentino fallecidas en la última década.
Una parte sustancial de su vida se relaciona con la adhesión y militancia en el peronismo. Resultado de ello es su documental Perón, sinfonía del sentimiento (1999), un documental con una duración de 5 horas y 46 minutos.

## Biografía

### Infancia
Fuad nació el 28 de mayo de 1938 en Las Catitas, departamento de Santa Rosa, provincia de Mendoza, en el seno de una familia conformada por la actriz argentina Laura Favio (o Fabio) y el inmigrante sirio-libanés Jorge Jury Atrach. El pequeño pasó gran parte de su niñez en Luján de Cuyo, junto a su hermano Jorge Zuahir. Vivió en un barrio pobre y complicado, donde soportó el temprano abandono de su padre. Su madre, reconocida y famosa actriz, era también  hija de un inmigrante sirio-libanés y una vasca oriunda de Navarra y solía conseguirle «bolos» (pequeños papeles escasamente remunerados) en Mendoza, etapa en la que además comenzó a preparar sus primeros libretos. Además, estuvo un tiempo casada con el primer actor Horacio Torrado, quien también ayudó en su carrera artística.
Pasó gran parte de su infancia internado; conflictivo, siempre escapó o se le expulsó. Una serie de robos pequeños lo llevaron incluso a la reclusión carcelaria. Estudió un tiempo como seminarista y más tarde intentó en la Marina: duró poco y se marchó con el mismo uniforme que luego utilizó para pedir limosnas en la estación Retiro de ferrocarril.

### Carrera temprana en el cine

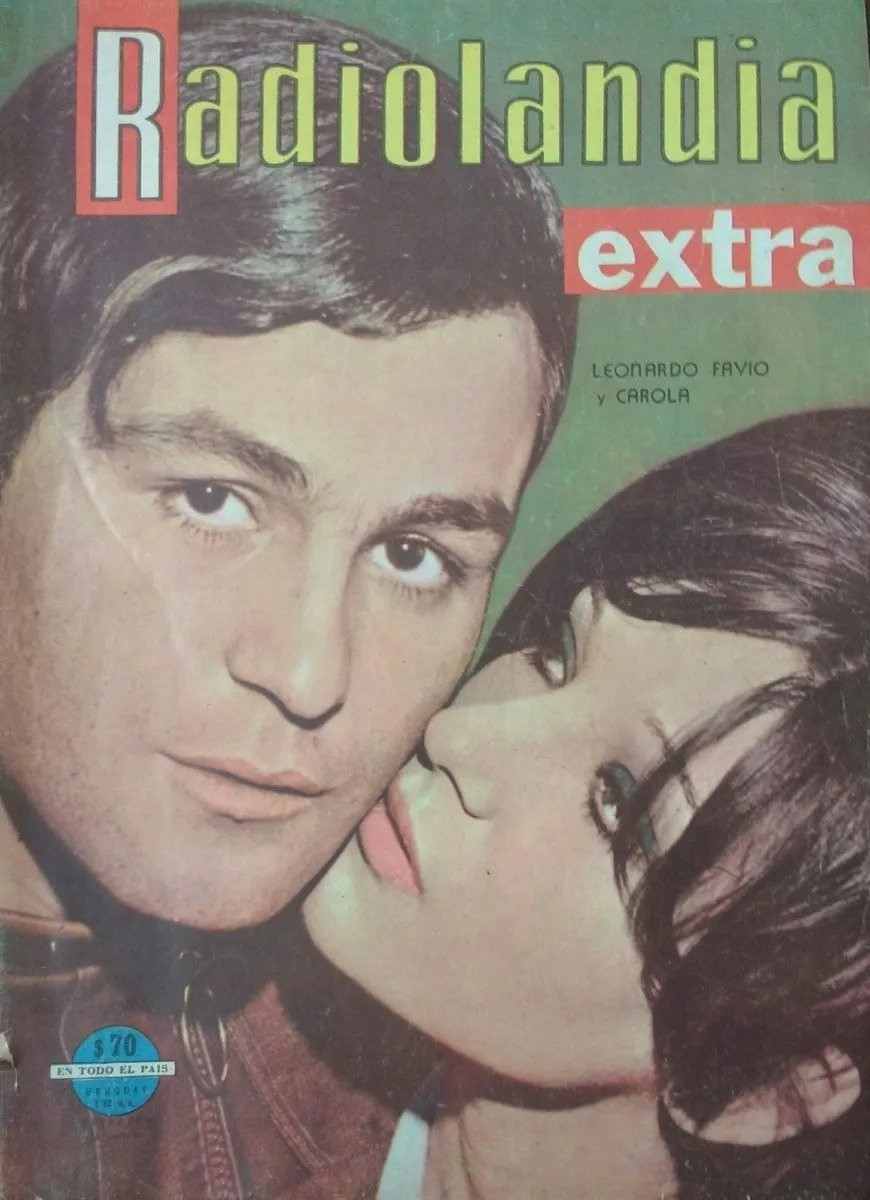
Leonardo Favio y su segunda esposa Carola Leyton en la portada de Radiolandia, julio de 1969.

Cuando se marchó a Buenos Aires trabajó de extra en la película El Ángel de España (1958), del cineasta peruano Enrique Carreras, y posteriormente ―bajo el padrinazgo de Babsy Torre Nilsson― comenzó su carrera de actor participando en filmes como El secuestrador (1958) y Fin de fiesta (1960), entre otras. Su condición de director nació con el cortometraje El amigo (1960), contando ya con una obra a cuestas, pero inconclusa: El señor Fernández (1958).
En 1965 estrenó su ópera prima en largometraje, Crónica de un niño solo, producida por Luis Destéfano, aunque quien le aprobó el guion fue Torre Nilsson, quien no se animó a producirla. En 1967 realizó Este es el romance del Aniceto y la Francisca, de cómo quedó trunco, comenzó la tristeza y unas pocas cosas más..., con la actuación de Federico Luppi, Elsa Daniel y María Vaner.
En 1969 estrenó El dependiente, basado en un cuento de su hermano y coguionista Jorge Zuhair Jury (1937) ―también director, escritor, actor y pintor―. La película fue catalogada por el entonces Instituto Nacional de Cinematografía (hoy INCAA: Instituto Nacional de Cine y Artes Audiovisuales) de «exhibición no obligatoria», significando la supresión del apoyo oficial hacia el filme. Fue entonces cuando, quizá motivado por las trabas económicas que el cine le estaba significando, decidió lanzarse sorpresivamente al canto profesional, cosechando un éxito que le permitió en numerosas oportunidades solventar gran parte de sus películas.

### Carrera musical

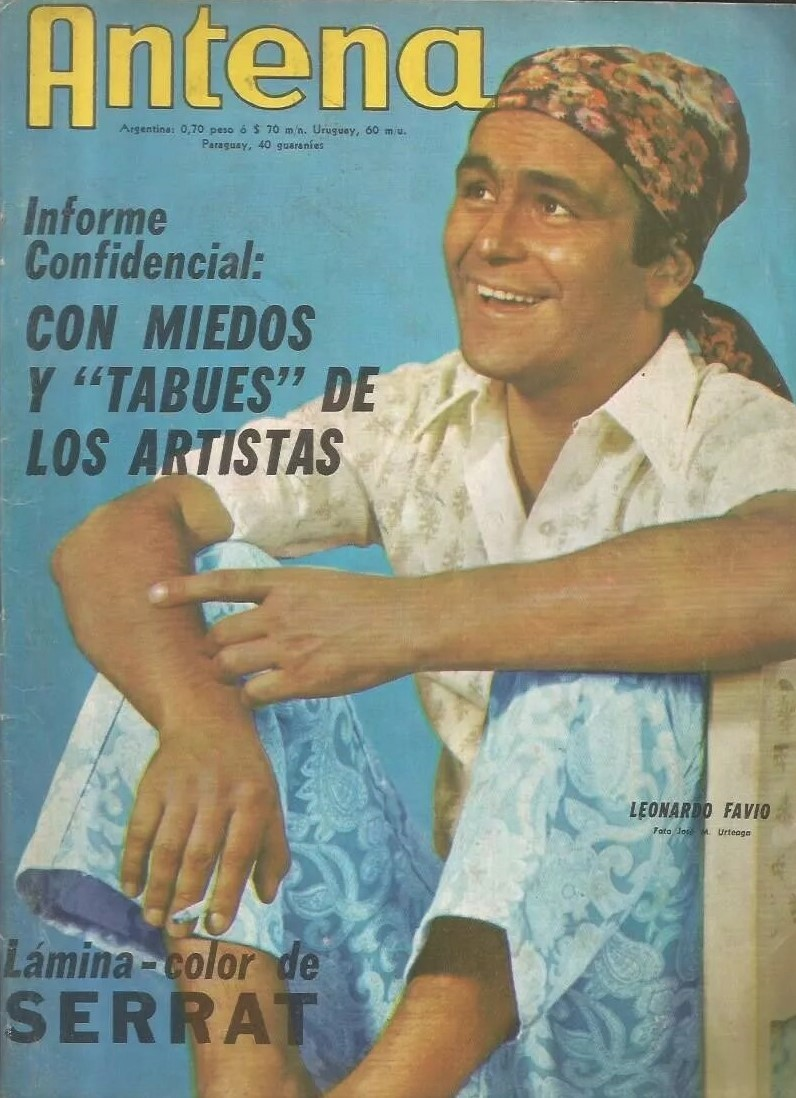
Leonardo Favio en Antena TV, 1971.

De pequeño aprendió a tocar la guitarra, intercambiando clases por trabajo. Antes del reconocimiento solo cantaba en reuniones íntimas, entre amigos y familiares. Hizo su debut como cantante en La Botica del Ángel, programa de televisión creado y conducido por Eduardo Bergara Leumann. Ese mismo día un ejecutivo de la CBS le propuso grabar un disco, resultando el primer sencillo de Favio «Quiero la libertad», un gran fracaso. 

#### Fuiste mía un veranoː El éxito (1968-1969)
La productora entonces le aconsejó grabar «Fuiste mía un verano» y «O quizás simplemente le regale una rosa»; íconos de su primer álbum, también titulado Fuiste mía un verano (1968). El disco resultó emblemático, y se constituyó en el más clásico de su repertorio. Tras su participación en el Festival Internacional de la Canción de Viña del Mar, consolidó su fama internacional.

### Otros trabajos musicales y regreso al cine
El éxito sofocó un poco a Favio. De una vida más bien tranquila como director, pasó a un mundo mediático, lleno de fanáticos y conciertos continuados; tanto le atochó la fama que llegó a encerrarse durante meses en su departamento. Luego de grabar su segundo álbum ―Leonardo Favio (1969)― y en pleno apogeo de su éxito como cantante, dejó los escenarios para dedicarse por completo a su película Juan Moreira (1973). Nazareno Cruz y el lobo (1975), basado en el radioteatro de Juan Carlos Chiappe,  el largometraje más visto en la historia del cine argentino, lo consolidó como director.

### Dictadura, exilio y regreso a la Argentina

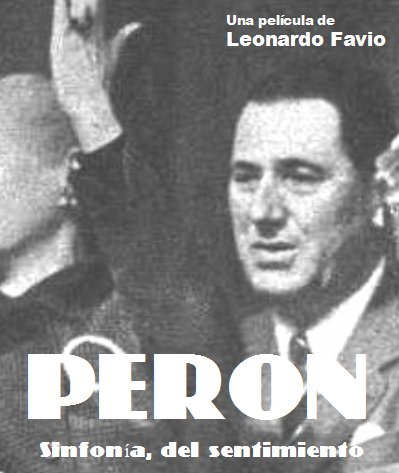
Perón, sinfonía del sentimiento; 1999.

En 1976, realizó Soñar, soñar, protagonizada por Gian Franco Pagliaro y Carlos Monzón. Ese mismo año, tras el golpe militar encabezado por el general Jorge Rafael Videla, el terrorismo de Estado implantado en el país lo obligó a marchar al exilio, por sus convicciones abiertamente peronistas.
Regresó a Argentina en 1987, pese a que la democracia volvió al país en 1983. Comenzó entonces una gira por América Latina, donde vivió casi dos años junto a su familia. Luego se estableció en la ciudad de Pereira en Colombia, desde donde realizó giras por varios países del mundo, interpretando sus canciones de los años de popularidad. 
De regreso a su natal Argentina, retomó su carrera como realizador cinematográfico filmando Gatica, el Mono (1993), y continuó paralelamente la de cantautor, esta vez en giras más cortas debido al tiempo que le demandaba el cine.
Entre 1996 y 1999 realizó un documental ―sin estreno comercial― titulado Perón, sinfonía del sentimiento. Con una duración de cinco horas y cuarenta y seis minutos, narra la historia  de Juan Domingo Perón y del peronismo, partiendo desde la situación de Argentina durante la Primera Guerra Mundial (1914-1918) y finalizando con la muerte de Perón, en julio de 1974.

### Últimos años
Su última obra fue Aniceto, estrenada en 2008. Favio interpreta el tema musical que cierra el filme, el que a su vez es obra de su hijo, el músico y compositor Nico Favio (premio Clarín al artista revelación 2005 por Rodeado de Buenos Aires). Ese mismo año Favio recibió un premio homenaje a la trayectoria en el Festival Internacional de Cine de Mar del Plata, de manos de la presidenta Cristina Fernandez de Kirchner.

### Muerte
Aunque durante sus últimos años se había hecho correr el rumor de que padecía cáncer, se confirmó que tuvo que someterse a varios tratamientos por sufrir hepatitis C crónica. Luego de estar varias semanas internado, murió de neumonía a los 74 años en una clínica de Buenos Aires, el 5 de noviembre de 2012. Sus restos fueron sepultados en el panteón de la Sociedad Argentina de Autores y Compositores del cementerio de la Chacarita.

## Legado y homenajes
En 2022 el Festival Internacional de Cine de Mar del Plata adoptó el nombre de Leonardo Favio y desarrolló un programa con diferentes actividades en su memoria. Entre las actividades en recordatorio de su obra cinematográfica se encontraba una ponencia del trabajo realizado por parte del Archivo Municipal Audiovisual de Avellaneda, el cual le brindó al público la oportunidad de conocer la labor que se viene realizando para la puesta en valor y conservación de las pertenencias del recordado director y artista.

## Pensamiento

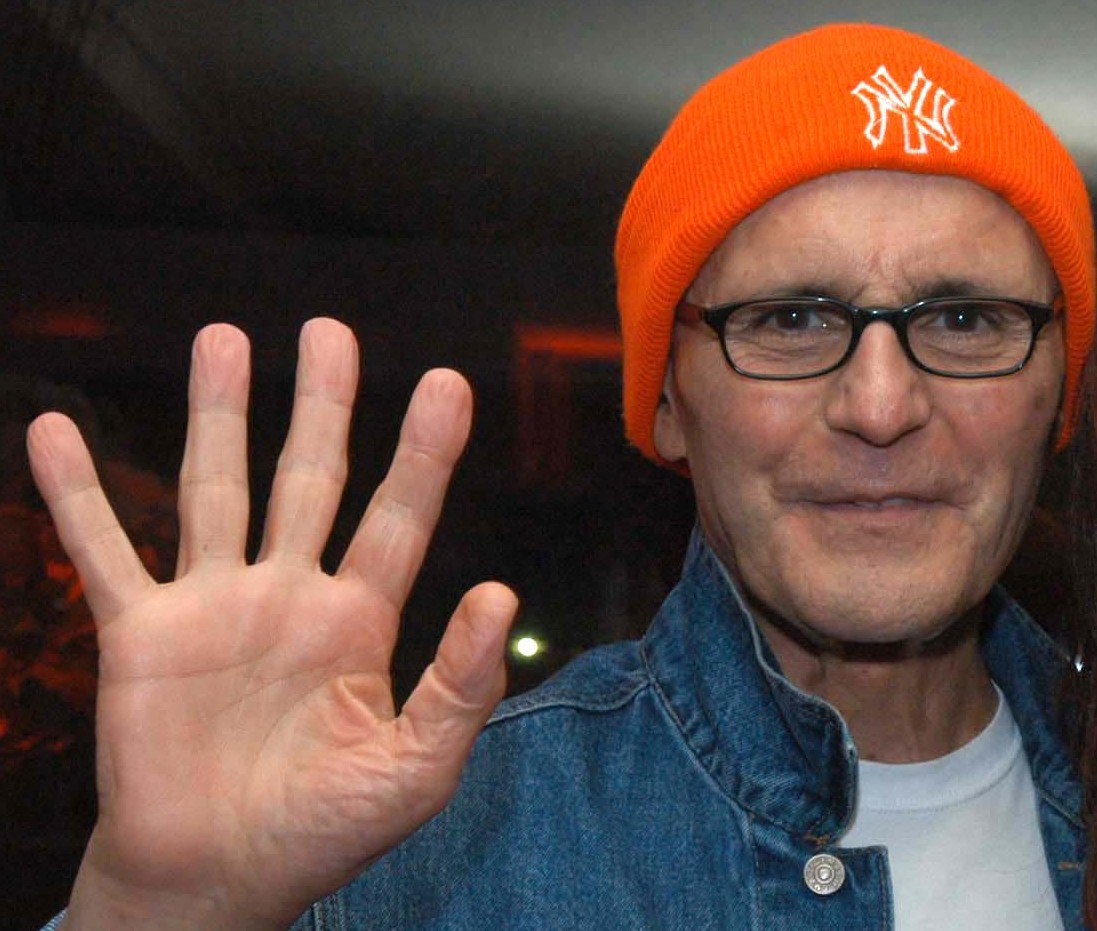
Fotografía de Leonardo Favio en el año 2005

Una parte sustancial de su vida ha estado vinculada a su actuación en el peronismo. Él mismo ha dicho:

Yo no soy un director peronista, pero soy un peronista que hago cine y eso en algún momento se nota. En ningún momento yo planifico bajar línea a través de mi arte, porque tengo miedo de que se me escape la poesía.
Leonardo Favio.

Se incorporó al peronismo desde muy joven, impulsado por su propia experiencia positiva de los dos primeros gobiernos del presidente Juan D. Perón (1946-1952; 1952-1955), durante su niñez. Favio definió su pensamiento a partir de una concepción popular de la religiosidad católica y del culto a la Virgen María, sosteniendo que para él «Dios está al centro de todo; a la izquierda suelo llevar a la gente y a la derecha la estética».
El 17 de noviembre de 1972, Favio formó parte —junto a dirigentes políticos, artistas y deportistas— de la tripulación que escoltó a Juan Domingo Perón en su vuelo de regreso a la Argentina, tras diecisiete años de proscripción.
El 20 de junio de 1973 fue designado por los organizadores para ser el conductor del acto que iba a realizarse en los bosques de Ezeiza, con motivo del retorno definitivo de Perón a la Argentina. En la ocasión se produjo un grave enfrentamiento armado entre sectores internos del peronismo, conocido como la masacre de Ezeiza. Debido a su función, Favio ocupó un lugar central en el palco, en el cual cumplió un ambivalente y dramático papel pues varias veces usó el micrófono para lanzar las consignas y acusaciones que le indicaban los jefes de la banda del palco. En algún momento fue al hotel de Ezeiza, donde los parapoliciales tenían retenidas personas a quienes estaban torturando y, llorando, los amenazó con hablar y contar todo si no paraban con la masacre.

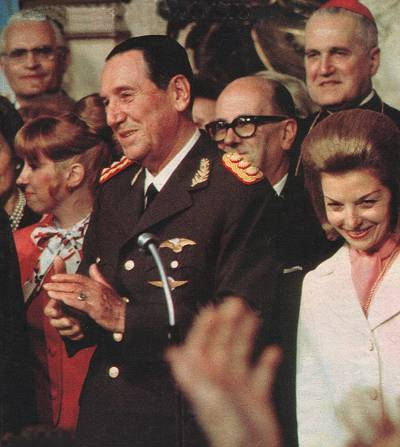
Perón asumiendo su último período presidencial, 1973.

Desde los altoparlantes, Favio pedía cordura, mientras portaba una pistola y se efectuaba una suelta de palomas «como un símbolo de paz» mientras, simultáneamente, caían francotiradores.
Horacio Verbitsky transcribe los pedidos de Favio desde el palco pidiendo que las personas que estaban sobre los árboles descendieran y se pregunta si sabía que una parte de ellos era personal de la custodia. El actor alternaba mensajes de paz y pedidos de cantar el himno nacional con manifestaciones acerca de que los enemigos ya habían sido visualizados, sin referir quiénes eran y qué se proponían. Debió buscar refugio de los disparos tendiéndose en el piso del palco.
En 1967 formó pareja con María Vaner, notable actriz de ideas de izquierda, con la que tuvo dos hijos. Aunque en 1973 se separó, un año después María Vaner fue amenazada de muerte por la organización terrorista de derecha Alianza Anticomunista Argentina. Debido a este hecho Vaner tuvo que exiliarse con los hijos de ambos en España. En 1976, ya instalada la dictadura cívico militar, el mismo Favio debió exiliarse como lo hizo la mayoría de la gente relacionada o amenazada en esa época, para volver recién en 1987.
En 1994, comenzó a hacer la película Perón, sinfonía del sentimiento, por encargo de Eduardo Duhalde, cuando era gobernador de la provincia de Buenos Aires.
En 2009, con motivo de la edición en DVD de su miniserie documental Perón, sinfonía del sentimiento, expresó al diario argentino Página/12:

Desde la primera presidencia de Perón, este es el mejor gobierno que hemos tenido. Están reconstruyendo un país, después del bombardeo que hemos sufrido [...]. Creo a muerte en este gobierno.

Favio actuó en el peronismo sin circunscribirse a ninguno de sus sectores internos ni desempeñarse como funcionario, aunque manteniendo relaciones habituales con el Padre Mugica (asesinado en 1974 por la Triple A), un referente ineludible del Movimiento de Sacerdotes para el Tercer Mundo, y también con los sindicatos, con los que siempre mantuvo un vínculo estrecho. Sus simpatías más profundas, sin embargo, pueden deducirse de la dedicatoria de Perón, sinfonía del sentimiento, realizada en memoria de Héctor J. Cámpora, Hugo del Carril, Ricardo Carpani, Rodolfo Walsh, los trabajadores, los estudiantes y el Grupo de Cine Liberación (que integraron Pino Solanas, Gerardo Vallejo y Octavio Getino).

## Obra

### Discografía

#### Álbumes
- 1968: Fuiste mía un verano, CBS
- 1969: Leonardo Favio, CBS
- 1970: Hola, che, CBS
- 1971: El talento de Leonardo Favio, CBS
- 1973: Favio 73, CBS
- 1974: Era... cómo podría explicar, Parnaso
- 1977: Será cuestión de conversar, Parnaso
- 1977: Nuestro Leonardo Favio, Microfón
- 1978: Hablemos de amor, Melody
- 1982: En concierto en Ecuador (En vivo), Ifesa
- 1983: Aquí está Leonardo Favio, Interdisc
- 1985: Yo soy, CBS
- 1988: Más que un loco, Interdisc
- 1989: Te dejaré, CBS
- 1991: Con Ustedes Leonardo Favio, Music Hall
- 1992: Leonardo Favio, un estilo, Music Hall
- 1997: Me miró, Melopea
- 2001: Romántico a morir, DLB
- 2024: Leonardo Favio en United Palace New York City (En vivo), Producciones Favio
- 2024: Favio Eterno, Producciones Favio

#### Compilaciones
- 1978:  Más grandes éxitos de Leonardo Favio (CBS, Argentina).
- 1982: La historia de un ídolo (CBS, Argentina).
- 1993: Fuerza y sentimiento
- 1994: 20 de colección
- 1997: Serie 50 años Sony México
- 1998: Sus grandes éxitos en España (2 CD, Rama Lama).
- 2000: De amor nadie muere
- 2008: Voces del amor (solo Argentina y Chile).
- 2011: 30 grandes éxitos (2 CD).
- 2011: Leonardo Favio Hits Collection (volumen 1 y 2).

### Filmografía
Como intérprete
- 1958: El ángel de España.
- 1958: El secuestrador.
- 1958: El jefe.
- 1959: En la ardiente oscuridad.
- 1960: Fin de fiesta.
- 1960: Todo el año es Navidad
- 1961: La mano en la trampa.
- 1962: El bruto
- 1962: Dar la cara
- 1962: Los Venerables todos
- 1963: Paula cautiva.
- 1963: La terraza.
- 1963: Racconto.
- 1964: Crónica de un niño solo.
- 1964: El octavo infierno, cárcel de mujeres.
- 1966: El ojo que espía.
- 1968: Martín Fierro.
- 1969: Fuiste mía un verano.
- 1971: Simplemente una rosa.
- 1993: Gatica, el Mono.
- 2001: Tobi y el libro mágico.

Como director
- 1958: El señor Fernández (corto inconcluso).
- 1960: El amigo (corto).
- 1964: Crónica de un niño solo
- 1966: Este es el romance del Aniceto y la Francisca, de cómo quedó trunco, comenzó la tristeza y unas pocas cosas más...
- 1969: El dependiente.
- 1973: Juan Moreira.
- 1975: Nazareno Cruz y el lobo
- 1976: Soñar, soñar
- 1993: Gatica, el Mono
- 1999: Perón, sinfonía del sentimiento
- 2008: Aniceto

Como guionista
- 1960: El amigo
- 1964: Crónica de un niño solo
- 1966: Este es el romance del Aniceto y la Francisca, de cómo quedó trunco, comenzó la tristeza y unas pocas cosas más...
- 1969: El dependiente.
- 1973: Juan Moreira.
- 1975: Nazareno Cruz y el lobo
- 1976: Soñar, soñar
- 1993: Gatica, el Mono
- 1999: Perón, sinfonía del sentimiento
- 2008: Aniceto

Como productor
- 1975: Nazareno Cruz y el lobo
- 1993: Gatica, el Mono